# Roland de Vaux
Le père Roland Guérin de Vaux (né le 17 décembre 1903 à Paris et mort le 10 septembre 1971 à Jérusalem) était un père dominicain français qui a dirigé l'équipe catholique ayant travaillé sur les manuscrits de la mer Morte découverts dans onze grottes à proximité des ruines de Qumrân.

## Famille
La famille Guérin de Vaux est une famille d'ancienne bourgeoisie de l'Île-de-France, issue d'un receveur des tailles en l'élection de Melun au XVIIIe siècle.

## Biographie
Le père de Vaux était directeur de l'École biblique et archéologique française de Jérusalem, située dans le quartier arabe de  Jérusalem-Est et qui était chargée de coordonner les recherches sur les manuscrits. Son équipe a fouillé le site de Khirbet Qumran (1951-1956) ainsi que d'autres grottes près de Qumrân au nord-ouest de la mer Morte. Les fouilles étaient dirigées par Ibrahim El-Assouli, représentant le musée archéologique de Palestine qui deviendra le musée Rockefeller à Jérusalem-Est.
Le père de Vaux fut membre de l'équipe de direction de la Bible de Jérusalem. 
Il traduisit dans cette Bible la Genèse, les deux livres de Samuel et les deux livres des Rois.